# (1332) Marconia
(1332) Marconia es un asteroide que forma parte del cinturón de asteroides y fue descubierto por Luigi Volta el 9 de enero de 1934 desde el observatorio astronómico de Turín en Pino Torinese, Italia.

## Designación y nombre
Marconia fue designado al principio como 1934 AA.
Posteriormente se nombró en honor del ingeniero italiano Guillermo Marconi (1874-1937).

## Características orbitales
Marconia orbita a una distancia media de 3,067 ua del Sol, pudiendo alejarse hasta 3,464 ua y acercarse hasta 2,67 ua. Su inclinación orbital es 2,455° y la excentricidad 0,1295. Emplea en completar una órbita alrededor del Sol 1962 días.